# Star Wars: The Clone Wars (película)
Star Wars: The Clone Wars es una película de animación por computadora de la saga cinematográfica Star Wars. Proyectada por primera vez en las salas estadounidenses el 15 de agosto de 2008 es la primera película de animación de Star Wars y también es la primera en no ser distribuida por 20th Century Fox. La trama se desarrolla entre las películas El ataque de los clones y La venganza de los Sith. En salas españolas se proyectó el 29 de agosto de 2008, en Argentina y Perú el 14 de agosto, en Colombia y Panamá el 15 de agosto y en Venezuela el 15 de septiembre.

## Argumento
Hace mucho tiempo, en una galaxia muy, muy lejana [...] Una Galaxia dividida! Después de obtener la victoria en la Batalla de Geonosis, el ejército de droides del Conde Dooku ha tomado el control de las principales rutas del hiperespacio, aislando a la
República de gran parte de su ejército de clones. Con pocos clones disponibles, los generales Jedi no pueden controlar el Borde Exterior conforme más y más planetas se unen a los Separatistas de Dooku. Mientras los Jedi están ocupados con una Guerra, no queda nadie para resguardar la paz. El caos y el crimen se extienden, y los inocentes se vuelven víctimas en una galaxia sin ley. El hijo de Jabba el Hutt ha sido secuestrado por una banda de piratas rivales. Desesperado por salvar a su hijo, Jabba envía una señal de auxilio, una señal que los Jedi responden con cautela......
Narración Introductora

La película comienza con un narrador explicando el estado de la guerra. Los Separatistas controlan la mayoría de las hiperrutas, dejando a las fuerzas de la República atoradas en diferentes partes del Borde Exterior. Un Tridente; (una nave en forma de pulpo) se dirige a Tatooine para capturar a Rotta, el hijo de Jabba el hutt, como parte de un plan para que los hutts se unan a la Guerra de los Clones. Mientras tanto, una feroz batalla toma lugar en el planeta cristalino, Christophsis, entre el muy limitado Ejército y las fuerzas de la Asamblea Minorista. Con la ayuda de Obi-Wan Kenobi, Anakin Skywalker, Rex y Cody, los clones avanzaron con seguridad hacia las fuerzas Separatistas, dándole a la República una pronta victoria. Sin embargo, el ejército droide al mando del general Whorm Loathsom pronto regresó para continuar con la lucha, y sin comunicaciones ni la habilidad de traer refuerzos por aire, el destino de los pocos soldados clon restantes estuvo en manos de Obi-Wan y Anakin. Pronto llega un transporte con una entrega importante; los Jedi van a recibir la visita. Estos se encuentran con una joven padawan llamada Ahsoka Tano, que insiste que el Maestro Yoda la envió para ser la nueva padawan de Anakin. La batalla pronto comenzó de nuevo, con las fuerzas Separatistas avanzando protegidas por un escudo creciente que la artillería no podía penetrar. Con la tarea de eliminar el escudo deflector, Anakin y Ahsoka tuvieron éxito al penetrar las líneas enemigas, usando todo su sigilo, astucia y habilidad para improvisar, mientras que Obi-Wan consiguió tiempo al tener una falsa negociación de rendición con Loathsom. 
Poco después de la victoria final para la República en Christophsis, el Maestro Yoda llegó con el mensaje urgente de que un misterioso grupo de renegados habían secuestrado al hijo de Jabba, y que era trabajo de Anakin, Ahsoka, Rex y los clones rescatarlo y devolverlo a casa sano y salvo. Obi-Wan voló hacia Tatooine para asegurarle a Jabba que Rotta sería regresado a salvo y para conseguir una promesa de los hutts de usar sus rutas comerciales para obtener pasaje seguro dentro del Borde Exterior. 
Después de una reunión en una nave insignia de la República, las fuerzas de Anakin descendieron por las nubes del planeta selvático Teth hacia uno de los muchos pilares naturales de roca que adornaban el paisaje. Bajo fuego pesado, Anakin, Ashoka y Rex atacaron al monasterio en la cima del pilar y encontraron a Rotta, que se había puesto enfermo, solo para ser atrapados en una elaborada trampa: el conde Dooku había orquestado el secuestro para culpar a los Jedi ante los hutts. Primero él permitió que los Jedi rescataran al joven hutt para tomar evidencia falsificada, para que después Asajj Ventress, supervisora de la operación, recuperara o matara al joven hutt. Dooku le llevó la grabación de los Jedi a Jabba, que de esa forma estuvo seguro de que los Jedi estaban tras el secuestro, y aceptó la oferta de Dooku de ayuda por parte de la CSI para encontrar a su hijo a cambio del uso de las rutas hiperespaciales que controlaban los hutts. Ajenos al complot, Anakin y Ahsoka trataron de llevar a Rotta con su padre, pero una emboscada de un ejército droide comandado por Ventress eliminó a casi todos los soldados clon bajo su mando. 
Mientras discutían constantemente sobre el procedimiento adecuado, aunque al mismo tiempo ganaban cada vez más respeto uno por el otro, Anakin y Ahsoka lograron escapar de la trampa junto con R2-D2 y robaron un transporte (casi una chatarra voladora) de la CSI. La nave de la República en órbita casi destruyó el transporte, pues estaba clasificado como nave enemiga, pero Anakin, Ahsoka, Rotta y R2-D2 lograron salir del sistema y saltaron al hiperespacio rumbo a Tatooine. Durante el viaje Ahsoka consultó a un holograma de un droide médico, que le indicó una pastilla para tratar al hutt enfermo; pronto la salud de Rotta mejoró. Mientras tanto, Anakin había alertado a Obi-Wan sobre la situación en Teth y el Maestro Jedi llegó justo a tiempo para ayudar a Rex y a los pocos soldados que le quedaban, y persiguió a Ventress por las grandes estancias del monasterio. En un puente, Obi-Wan estuvo a punto de derrotar a la Jedi Oscura, pero en el último momento ella llamó a un caza droide y este la rescató. 
Mientras tanto, en Coruscant la senadora Padmé Amidala se enteró de la misión de Anakin. Preocupada por él, ella fue con el Canciller Supremo Palpatine sugiriendo que se estableciera una comunicación diplomática con los hutts para explicarles que todo había sido un malentendido. Al no encontrar apoyo con Palpatine, Amidala se dirigió al bajo mundo de Coruscant, donde Ziro el hutt, el tío de Jabba, tenía un establecimiento de entretenimiento. El hutt se rehusó a cooperar, algo que Padmé encontró extraño, mas ella decidió espiarlo y descubrió la razón: Ziro estaba conspirando con el conde Dooku para maquinar la caída de su sobrino y arrebatarle el control de los clanes hutt. Padmé fue descubierta y hecha prisionera, pero gracias a una llamada de C-3PO ella pudo pedir ayuda, y pronto llegaron soldados clon a liberarla y a arrestar a Ziro. 
Al llegar a Tatooine, Anakin y Ahsoka fueron atacados por MagnaGuardias en cazas estelares y su nave fue derribada, y solo gracias a la habilidad de piloto de Anakin lograron sobrevivir al choque. Los dos Jedi, el hutt y el droide astromecánico R2-D2 comenzaron su largo camino por el desierto ardiente, y aunque Ahsoka pensó que a Anakin le agradaría volver a su mundo natal, este le comentó que le desagradaba Tatooine, pues tenía muchos malos recuerdos del lugar. Al sentirse acorralados por Dooku, a Anakin se le ocurrió un plan: guardó rocas en su mochila para que el Sith creyera que era Rotta, mientras Ashoka, Rotta y R2-D2 se dirigieron a toda velocidad al Palacio de Jabba, sin ser molestados. Cerca del Palacio Ahsoka fue emboscada por tres MagnaGuardias, que derrotó tras una intensa pelea. Dooku encontró y atacó a Anakin, y descubrió el engaño demasiado tarde; el joven Jedi lo venció y se robó su moto swoop para llegar al Palacio de Jabba. Anakin y Ahsoka llegaron casi al mismo tiempo al Palacio, pero aunque llevaban al pequeño Rotta el poderoso Jabba ordenó su ejecución por su responsabilidad en el secuestro. Sin embargo, Padmé se comunicó con Jabba justo a tiempo para convencerlo de la traición de Ziro, por lo que Jabba ordenó la liberación de los Jedi y les aseguró que los hutts se encargarían de Ziro. Anakin y Ahsoka volvieron con Obi-Wan, Yoda y los clones, y la República obtuvo acceso sin restricciones por las rutas comerciales de los hutts en el Borde Exterior en agradecimiento por las acciones de los Jedi durante el secuestro de Rotta.

## Producción

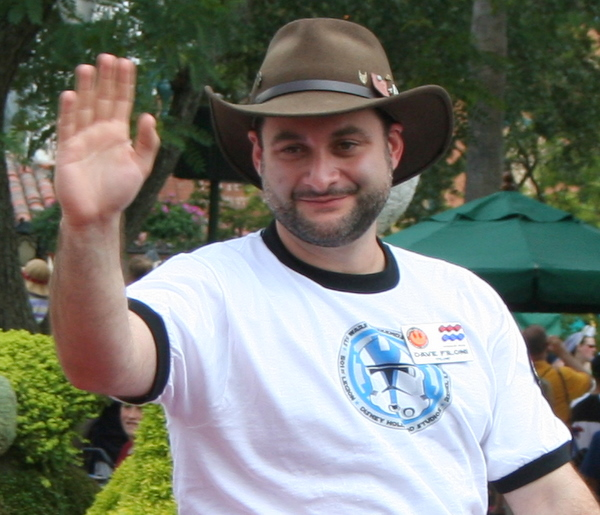
Dave Filoni en el Star Wars Weekend, Disney Hollywood Studios, Orlando, FL.

La película dio la introducción a la serie animada semanal de TV del mismo nombre. Fue "ideada justo tras acabar la producción", cuando Lucas vio algunos de los episodios de TV en una gran pantalla y dijo: "Esto es tan hermoso, ¿por qué no lo aprovechamos y usamos al equipo para hacer un largometraje?". La película también es animada usando animación por computadora en un estilo próximo al estilo del anime. Algunos actores de las películas de actuación real, incluyendo a Anthony Daniels, Matthew Wood, Christopher Lee y Samuel L. Jackson, vuelven a dar voz a sus respectivos personajes solo en este film. Nick Jameson, que había dado voz a Palpatine/Darth Sidious en la previa serie de las Guerras Clon, así como en varios videojuegos, no repetirá su papel; tampoco Hayden Christensen (Anakin Skywalker), que es sustituido por Matt Lanter, ni Ewan McGregor (Obi-Wan Kenobi).

## Doblaje
| Personaje             | Voces originales en inglés | Actor de doblaje México | Actor de doblaje España |
| --------------------- | -------------------------- | ----------------------- | ----------------------- |
| Anakin Skywalker      | Matt Lanter                | Irwin Daayán            | Óscar Muñoz             |
| Ahsoka Tano           | Ashley Eckstein            | Leyla Rangel            | Carla Torres Danés      |
| Obi-Wan Kenobi        | James Arnold Taylor        | Mario Filio             | Daniel García           |
| Conde Dooku           | Christopher Lee            | José Lavat              | Joaquín Díaz            |
| Clones/Capitán Rex    | Dee Bradley Baker          | Miguel Ángel Ghigliazza | Jordi Ribes             |
| Yoda                  | Tom Kane                   | Arturo Mercado          | Ricardo Palmerola       |
| Padmé Amidala         | Catherine Taber            | Cristina Hernández      | Nuria Trifol            |
| Ziro el Hutt          | Corey Burton               | Alfonso Obregón Inclán  | Claudi García           |
| Mace Windu            | Samuel L. Jackson          | Blas García             | Jordi Royo              |
| Asajj Ventress        | Nika Futterman             | Jessica Ortiz           | Gemma Ibáñez            |
| Canciller Palpatine   | Ian Abercrombie            | Javier Rivero           | Jaume Comas             |
| C-3PO                 | Anthony Daniels            | Carlos del Campo        | Alberto Mieza           |
| 4A-7                  | James Arnold Taylor        | Carlos Hernández        | ¿?                      |
| Sentry Droid          | Matthew Wood               | José Luis Orozco        | ¿?                      |
| TC-70                 | Nika Futterman             | Ishtar Sáenz            | Cristina Mauri          |
| Droide Doctor         | James Arnold Taylor        | Humberto Solórzano      | Javier Amilibia         |
| General Loathsom      | Corey Burton               | Eduardo Liñan           | Juan Carlos Gustems     |
| Coronel Wulff Yularen | Tom Kane                   | Ricardo Brust           | Javier Viñas            |
| Droides de combate    | Matthew Wood               | Héctor Emmanuel Gómez   | Eduard Doncos           |
| Darth Sidious         | Ian Abercrombie            | Carlos Segundo          | Jaume Comas             |
| Narrador              | Tom Kane                   | Edgar David Aguilera    | Juan Carlos Gustems     |

## Merchandising
De acuerdo con el sitio web LucasArts', se creó un videojuego adaptación de la película para Nintendo DS, Star Wars: The Clone Wars - Jedi Alliance y Wii, Star Wars: The Clone Wars - Lightsaber Duels.